# STS-36
STS-36 var den trettiofjärde flygningen i det amerikanska rymdfärjeprogrammet och sjätte i ordningen för rymdfärjan Atlantis. Den sköts upp från Pad 39A vid Kennedy Space Center i Florida den 28 februari 1990. Efter drygt fyra dagar i omloppsbana runt jorden återinträdde rymdfärjan i jordens atmosfär och landade vid Edwards Air Force Base i Kalifornien.
Flygningen gjordes på uppdrag av USA:s försvarsdepartement.